# Thysanophora verrucosa
Thysanophora verrucosa är en svampart som beskrevs av Mercado, Gené & Guarro 1998. Thysanophora verrucosa ingår i släktet Thysanophora och familjen Trichocomaceae.   Inga underarter finns listade i Catalogue of Life.